# Більська сільська рада (Котелевський район)
Більська сільська рада — колишній орган місцевого самоврядування у Котелевському районі Полтавської області з центром у селі Більськ.

## Населені пункти
Сільраді були підпорядковані населені пункти:
- c. Більськ